# Doulovo
Doulovo (en bulgare : Дулово), est une ville du nord-est de la Bulgarie, dans l'oblast de Silistra (troisième ville en taille). Elle est chef-lieu de l'obchtina de Doulovo.

## Géographie
Ses coordonnées géographiques sont 43° 49' N, 27° 9' E. Son altitude est de 237 mètres.

## Histoire
Doulovo, qui était alors un village, est mentionné pour la première fois dans un document ottoman de 1573. Dès avant la libération de la Bulgarie en 1878, il avait une population mélangée : Bulgares venus de la région de Preslav et Turcs, ce qui est encore vrai actuellement. À la suite de la Deuxième Guerre balkanique, la Bulgarie fut contrainte de le céder à la Roumanie en même temps que toute la Dobroudja du Sud. Le village Le village fut rendu à la Bulgarie par les accords de Craiova de 1940. En 1942, on lui donna son nom actuel en hommage au clan Doulo, un clan bulgare médiéval fondateur du Khanat bulgare du Danube, et en rajoutant le suffixe -ovo, qui sert à former des noms de lieux. Il a acquis le statut de ville le 30 janvier 1960.

## Démographie
La population était de 8 972 habitants au 14 juin 2005.

## Renseignements administratifs
Son code postal est 7650. Son indicatif téléphonique est 0855.
Le maire est Mithat Tabakov (en bulgare : Митхат Табаков).